# Hanna Ereńska-Barlo
Hanna Ereńska-Barlo   (Poznań, 12 de novembre de 1946) Hanna Ereńska (Ereńska-Radzewska), és una jugadora d'escacs polonesa, que té el títol de Gran Mestra Femenina des de 1981, i fou la primera polonesa en obtenir-lo.

## Resultats destacats en competició
Va ser cinc vegades campiona femenina de Polònia (1971, 1972, 1977, 1979, 1980) i tres vegades subcampiona (1973, 1975, 1984).
Va representar Polònia en vuit Olimpíades d'escacs (1972–1992). Va guanyar la medalla de plata individual a la 5a Olimpíada d'escacs a Skopje 1972 (segon tauler, 7½ punts de 9 partides), i medalles de bronze per equips i individuals a la 9a Olimpíada d'escacs a La Valletta 1980 (primer tauler, 9 punts de 13).
Hanna Ereńska-Barlo va guanyar el Campionat d'Europa sènior d'escacs a Bad Homburg 2005 i el 17è Campionat del món sènior d'escacs a Gmunden 2007.